# Оперативно-стратегічне угруповання військ «Олександрія»
Оперативно-стратегічне угруповання військ «Олександрія» (ОСУВ «Олександрія») — колишнє тимчасове об'єднання Сил оборони України, створене під час відбиття російської збройної агресії у 2022 році. Діяло у Південній операційній зоні. Восени 2022 року переформатоване в ОСУВ «Одеса» та ОСУВ «Херсон».

## Історія
Оперативно-стратегічне угруповання військ (ОСУВ) «Олександрія» було сформовано навесні 2022 року. До його складу увійшли оперативне угруповання військ (ОУВ) «Примор'я», угруповання військ (УВ) «Південь», УВ «Дністер» та Угруповання різнорідних сил (Угр. РРС). У червні 2022 року УВ «Південь» було переформовано в ОУВ «Каховка».
Сили оборони України, починаючи з вересня 2022 року, складом ОСУВ «Олександрія» проводили наступальну операцію в межах південно-східної частини Миколаївської області та західної частини Херсонської області. В ході її проведення, для вдосконалення системи управління військ, ОСУВ «Олександрія» було переформатовано 23 жовтня 2022 в ОСУВ «Херсон» (ОУВ «Миколаїв», ОУВ «Кривий Ріг») та ОСУВ «Одеса» (ОУВ «Дунай», УВ «Дністер», Угр. РРС). Після завершення наступу 11 листопада 2022 ОСУВ «Херсон» переформатовано в ОСУВ «Таврія» (ОУВ «Запоріжжя», ОУВ «Херсон»).

## Склад
- ОУВ «Примор'я»
- ОУВ «Каховка»
- УВ «Дністер»
- Угруповання різнорідних сил

## Командування
- 2022: генерал-майор Ковальчук Андрій Трохимович